# Hans Kelsen
Hans Kelsen (11. oktober 1881 – 19. april 1973) var en østrigsk jurist og retsfilosof. Han regnes som en af de mest betydende bidragydere til retsvidenskaben i det 20. århundrede. Han har særligt bidraget til statsret og folkeret.
Han var i 1919 en betydelig kraft i udarbejdelsen af forfatningen til den nye østrigske republik efter 1. verdenskrig